# Walther von Stolzing
Walther von Stolzing är en manlig huvudroll i operan Mästersångarna i Nürnberg av Richard Wagner. 
Walther är en ung frankisk riddare. Rollen sjungs av en tenor.